# Christel Jönsson
Christel Annika Susanne Jönsson, född 1959 i Ängelholm, är en svensk målare, konsthantverkare och scenograf. 
Jönsson studerade vid Konstfackskolan i Stockholm, Italienska konstakademin i Rom, samt i Florens. Hennes konst består av dynamiska kompositioner i frisk kolorit och evighetsspel utförda i trä. Vid sidan av sitt eget skapande har hon varit verksam som scenografi i Stockholm. Hon utförde konstprojektarbetet Tid i Höganäs kommun med stöd från Statens konstråd 1989.